# Haplochromis lividus
Haplochromis lividus är en fiskart som beskrevs av Greenwood, 1956. Haplochromis lividus ingår i släktet Haplochromis och familjen Cichlidae. IUCN kategoriserar arten globalt som otillräckligt studerad. Inga underarter finns listade i Catalogue of Life.